# 피에르 바르텔레미

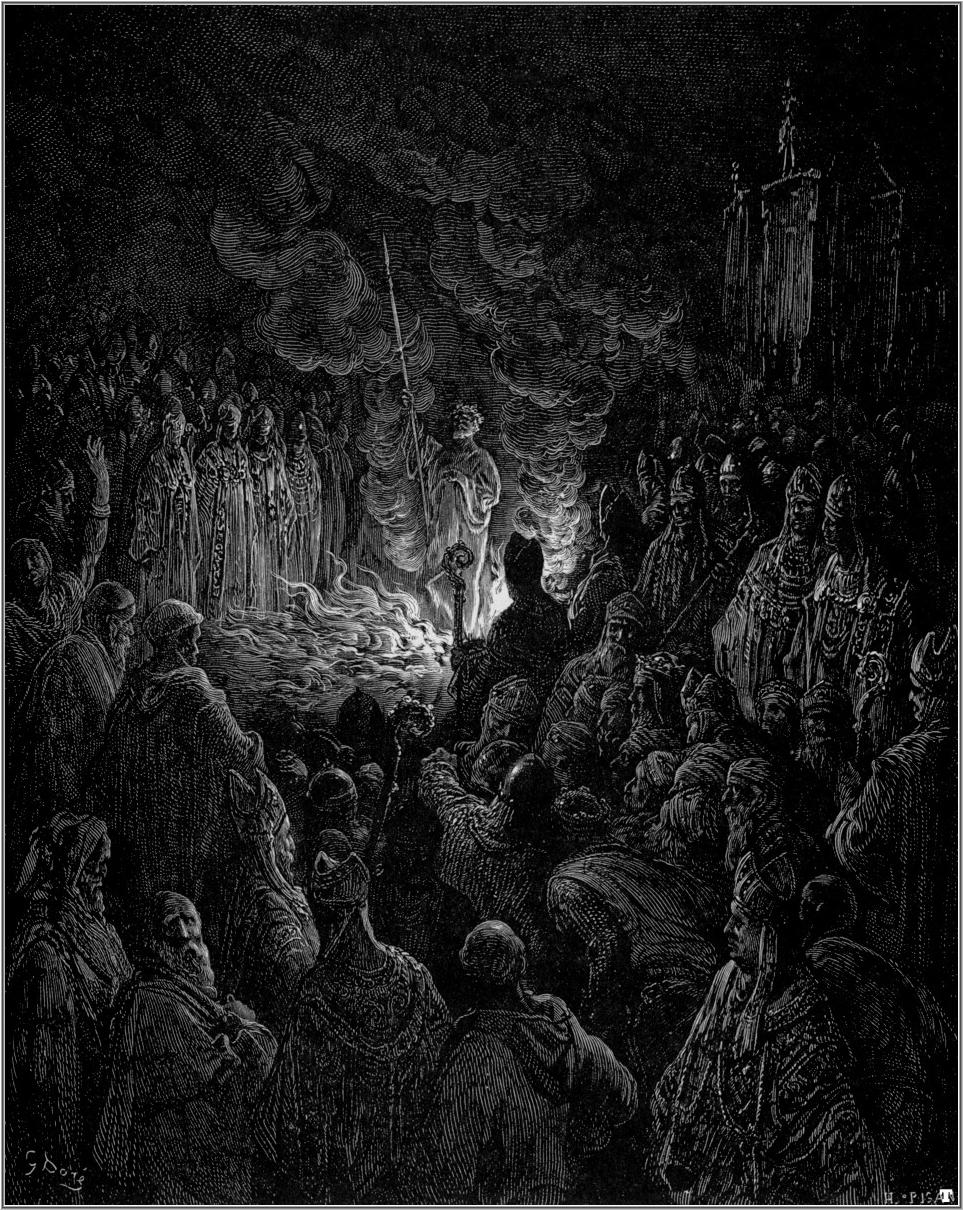

피에르 바르텔레미(프랑스어: Pierre Barthélemy: ? - 1099년)는 제 1차 십자군 원정중인 안티오크 공성전때 그리스도가 십자가에 매달렸을 때 옆구리를 찔렀던 창이 안티오크의 대성당(쿠샨) 바닥에 묻혀 있다는 계시를 신으로부터 받았다고 주장한 사제이다.
아데마르 주교는 그의 말을 의심하였는데 그럼에도 성당 바닥을 파보자 문제의 창의 일부라고 주장되는 조그만 금속 조각이 발굴되었다. 이로써 십자군의 사기는 크게 진작되어 1098년 6월 28일, 성 안에 포위되어 있던 십자군 병사들은 6개의 병력으로 나뉘어 돌파전을 감행하였다.
군대는 부용의 고드프루아, 타란토의 보에몽과 그의 조카 탕크레드, 베르망두아의 위그, 노르망디의 로버트, 플랑드르의 로베르, 주교 아데미르가 함께 이끌었다. 심하게 아팠던 레몽은 성채 안의 수비대를 통제하기 위해 도시 안에 남았다. 종마들은 이미 오래전에 굶어죽거나 식량으로 사라졌기 때문에 많은 기사들이 걸어서 나아갔다.
십자군 전사들이 나오는 것을 보자 투르크군은 가장 즐겨 사용하는 전술을 택하여 프랑크군을 현재 위치에서 끌어내기 위해 기마병이 뒤로 퇴각함으로써 전투가 시작되었다. 십자군 전사들이 계속 전진하자 그 뒤로 침투하여 후방에서 공격하기 위해 무슬림 병력이 보내졌다. 그러나 보에몽은 상황을 잘 통제하고 있었고 그러한 책략에 대처하기 위해 상당한 규모의 예비병력을 남겨두었다. 빗발치는 투르크군의 화살 세례에 아랑곳하지 않고 프랑크군은 점점 앞으로 나아갔다. 일부 십자군 전사들의 말에 따르면, 근처 언덕에서 하얀 깃발을 든 채 흰말을 타고 서 있던 유령 기사들의 출몰에 인도되었다고 한다. 투르크군은 주춤하여 뒤로 물러섰으며 이윽고 퇴각하기 시작했다.
그러나 이러한 성과에도 불구하고 안티오크에서 예수의 옆구리를 찔렀던 성스러운 창을 발견한 피에르 바르텔레미의 진위성은 한동안 이의제기에 시달렸다. 피에르가 대성당에서 쇳조각을 발견했을 때 그러한 의심을 품은 사람 가운데 한 사람이 바로 아데마르 주교였다. 그런데 아데마르가 죽은 후 피에르는 자신이 계시를 보았는데, 그 계시에서 아데마르가 나타나 자신의 이야기를 믿지 않았기 때문에 잠시 동안 지옥에서 지냈다고 말한 것으로 주장했다. 이는 군대의 많은 사람들의 반감을 샀는데, 사람들은 아데미르를 존경했으므로 그의 평판에 대한 이러한 모욕에 분개했다.
트리폴리(Tripoli)의 초입 아르카를 포위하는 동안 피에르는 자신이 또 다른 계시를 경험했는데, 이번에는 군대가 당장 아르카를 공격해야 한다는 말을 들었다고 했다. 많은 십자군 전사들이 피에르의 허풍에 질려버렸다. 피에르는 레몽과 밀접하게 제휴하고 있는 것으로 보였으므로, 레몽의 반대자들은 피에르의 이 마지막 행동이 아르카를 레몽의 수중에 넣기 위한 비열한 책략에 지나지 않는 것으로 보았다.
북부 프랑스 출신의 많은 사람들이 이제 피에르의 계시에 대한 불신감을 공공연히 드러냈다. 이 시점까지는 피에르에게 반대하는 많은 사람들이 목소리를 낮추어왔지만 이제는 드러내놓고 반대한 것이다. 몇몇 고위 성직자들이 피에르를 두둔하고 나섰다. 피에르는 자신의 계시가 신에게서 온 것이라고 정말로 믿고 있었다. 자신의 이야기를 입증하기 위해 피에르는 불에 의한 시험을 받겠다고 제안했다. 그에 따라 그리스도의 수난일인 성금요일에 두 개의 불기둥 사이를 걸어가는 무모한 짓을 저질렀다. 이 무서운 시련을 끝마친 피에르는 끔찍한 화상을 입고 말았다. 커다란 격통에 시달리며 열하루 동안을 버티다가 다행스럽게도 죽음을 맞이했다. 그 사건은 십자군의 사기에 깊은 영향을 미쳤다. 피에르는 레몽과 상당히 밀접하게 연관되어 있었으므로 불가피하게도 레몽은 이 사건으로 크게 신용을 잃고 말았다.